# 1998 BN25
1998 BN25 är en asteroid i huvudbältet som upptäcktes den 28 januari 1998 av den japanska astronomen Takao Kobayashi vid Ōizumi-observatoriet.
Asteroiden har en diameter på ungefär 4 kilometer.